# منحنيات الطريق

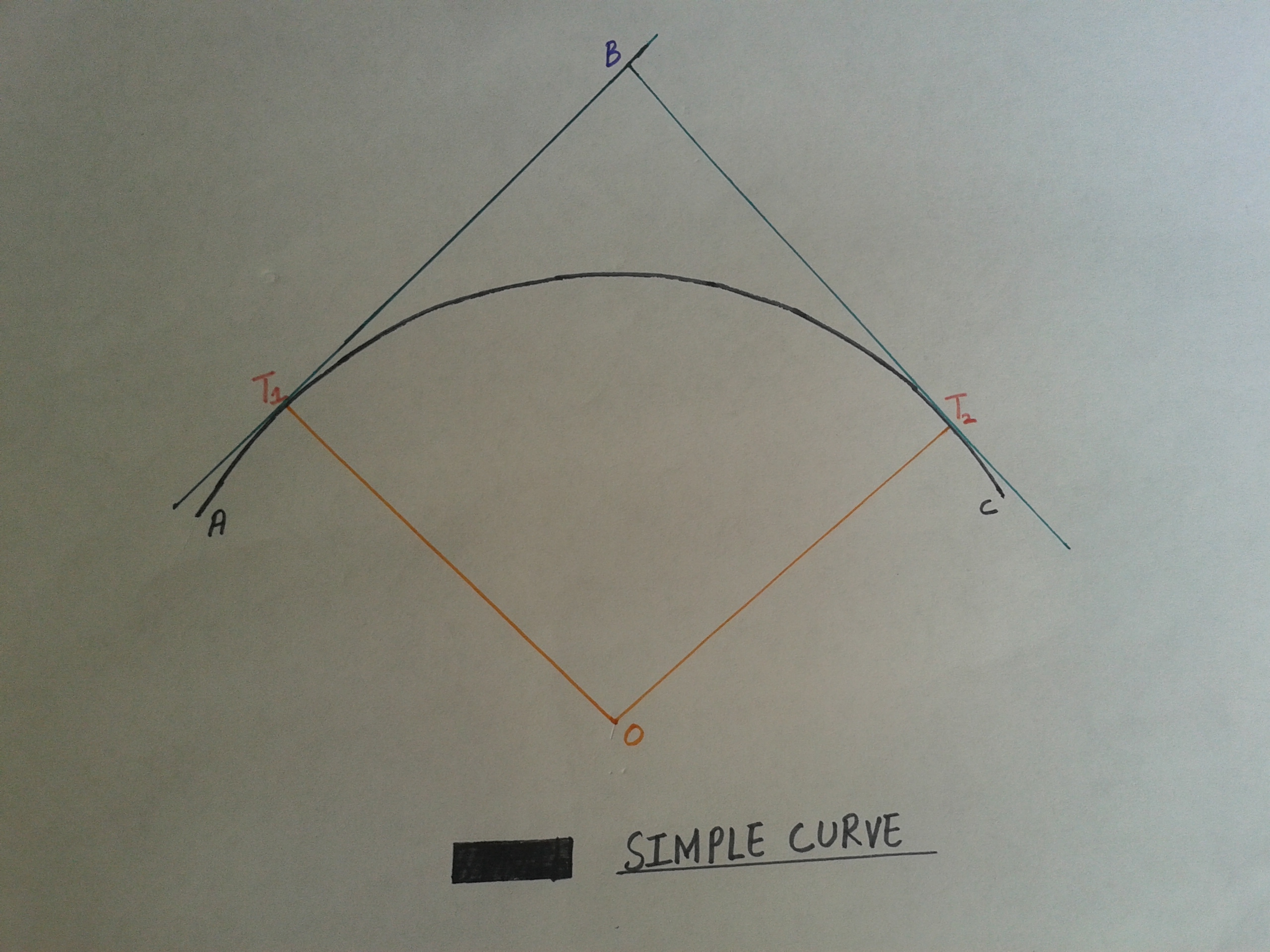
منحني بسيط

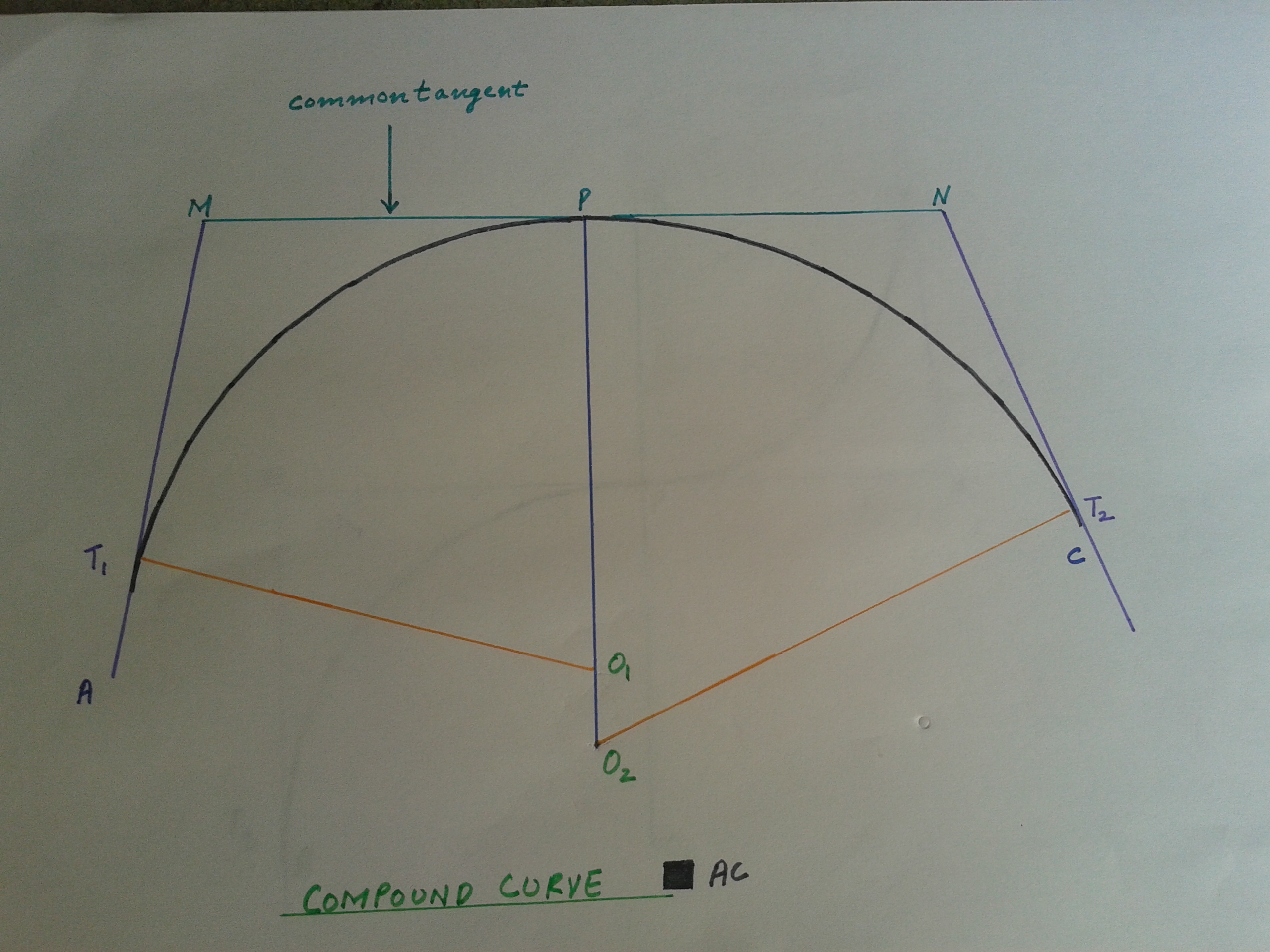
منحني مركب

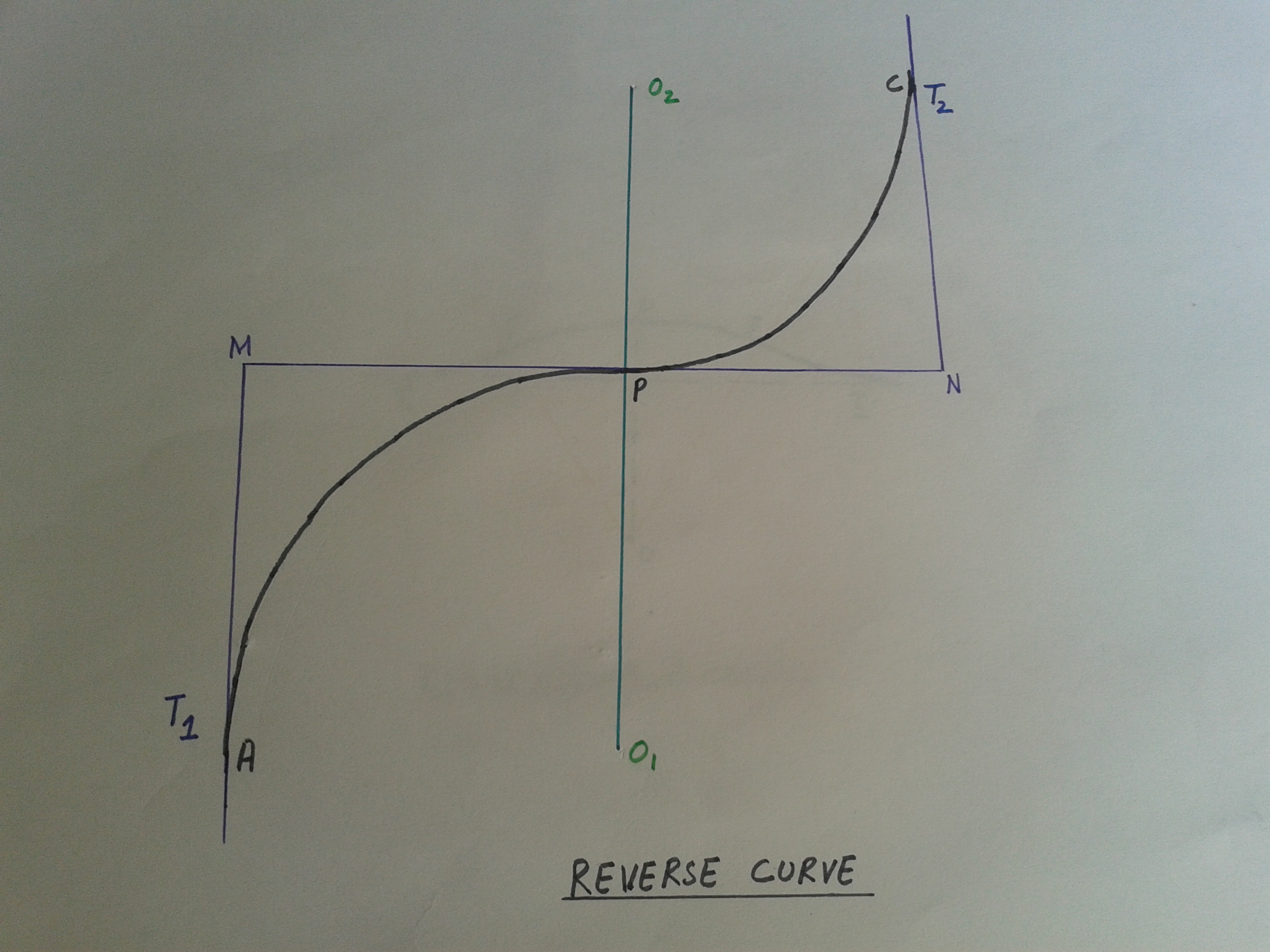
منحني عكسي

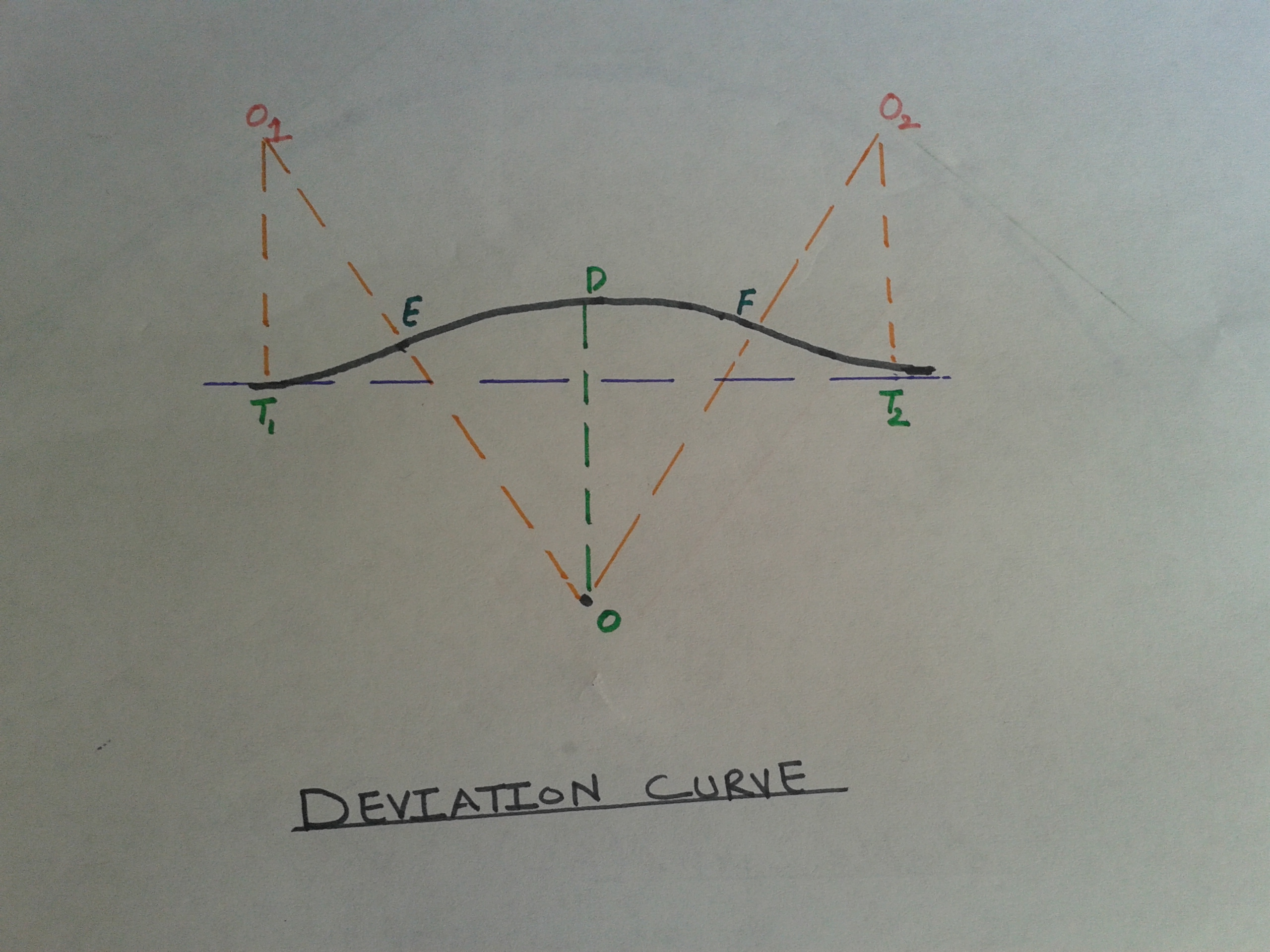
منحني منحرف

منحنيات الطريق هي ثنايات منظمة في الطريق لعمل تغير في الاتجاه بالتدرج. توجد منحنيات مشابهة علي السكك الحديدية والقنوات المائية. المنحيات في الاتجاه الأقفي تعرف بمنحنيات الأفقية، وهي منحنيات دائرية أو على شكل قطع مكافىء.
يوجد أربع أنواع من المنحنيات الدائرية:
- منحني بسيط.
- منحني مركب.
- منحني عكسي.
- منحني منحرف.

## المنحني البسيط
المنحني البسيط لديه نفس نصف القطر وهو قوس وحيد من دائرة مع ممسين يتقابلان في نقطة التقاطع.

## المنحني المركب
المنحني المركب يتكون من منحنيين بسيطين أو أكثر مع اختلاف نصف القطر، حيث ينحنوا في نفس الاتجاه وعلي نفس الجانب من المماس المشترك.

## المنحني العكسي
المنحني العكسي هو عكس المنحني المركب في الاتجاه ولكن يتقابلان علي المماس المشترك.

## المنحني المنحرف
المنحني المنحرف هو تجميع من منحنيين عكسيين، وهو يستخدم بالضرورة عند الانحراف من طريق مستقيم لتجنب تصادم بعوائق مثل: مبني، أو دور عبادة، أو نهر.